# Noordwest Ziekenhuisgroep
Noordwest Ziekenhuisgroep is een Nederlands ziekenhuis, ontstaan in 2015 door samenvoeging van het Medisch Centrum Alkmaar en het Gemini Ziekenhuis in Den Helder. Naast deze twee hoofdlocaties heeft de groep ook buitenlocaties in Heerhugowaard, Limmen, Schagen en Texel.
Zie verder:
- Noordwest Ziekenhuisgroep, locatie Alkmaar
- Noordwest Ziekenhuisgroep, locatie Den Helder